# Cova Timok

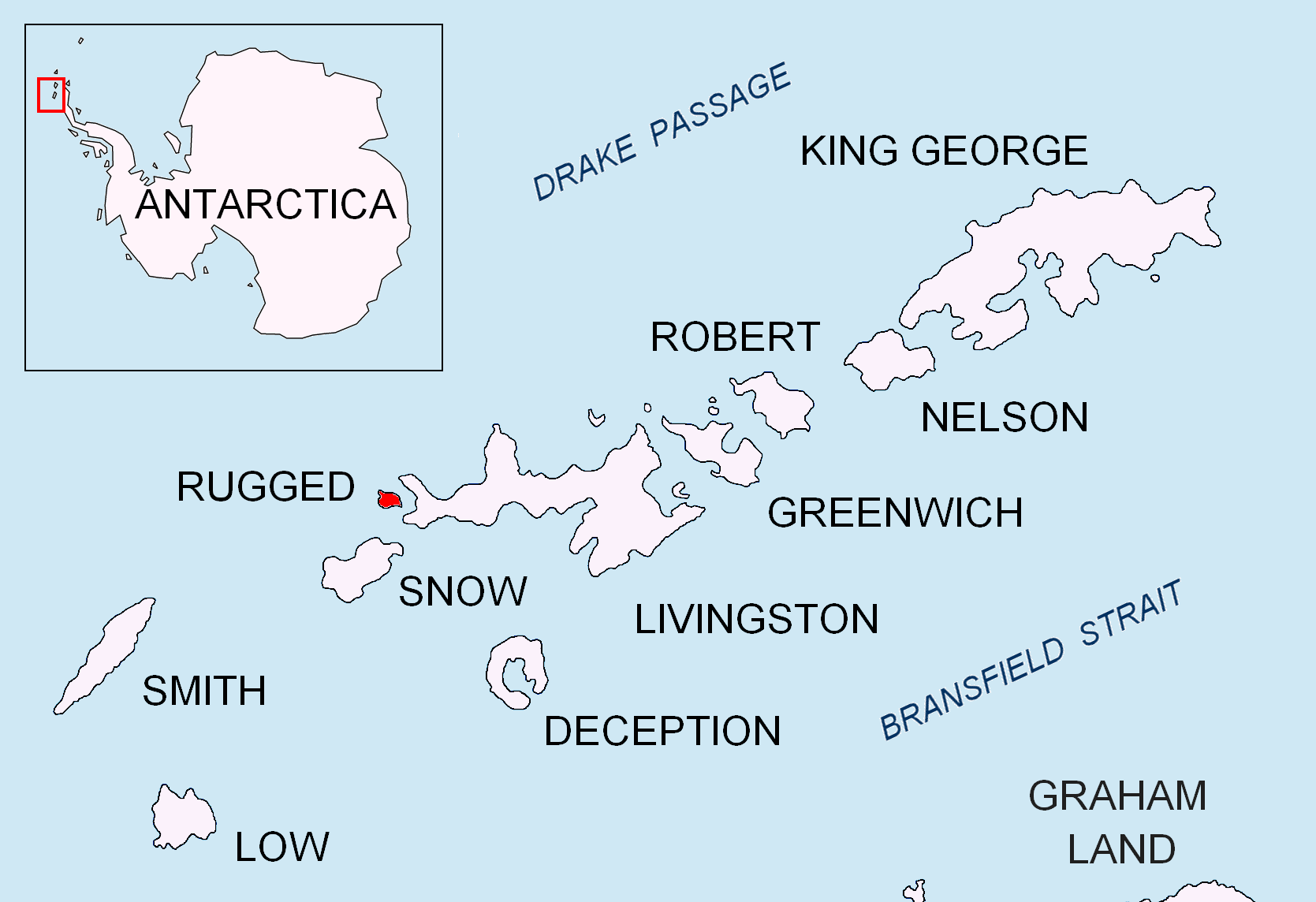
Localização da Ilha Rugged nas Ilhas Shetland do Sul.

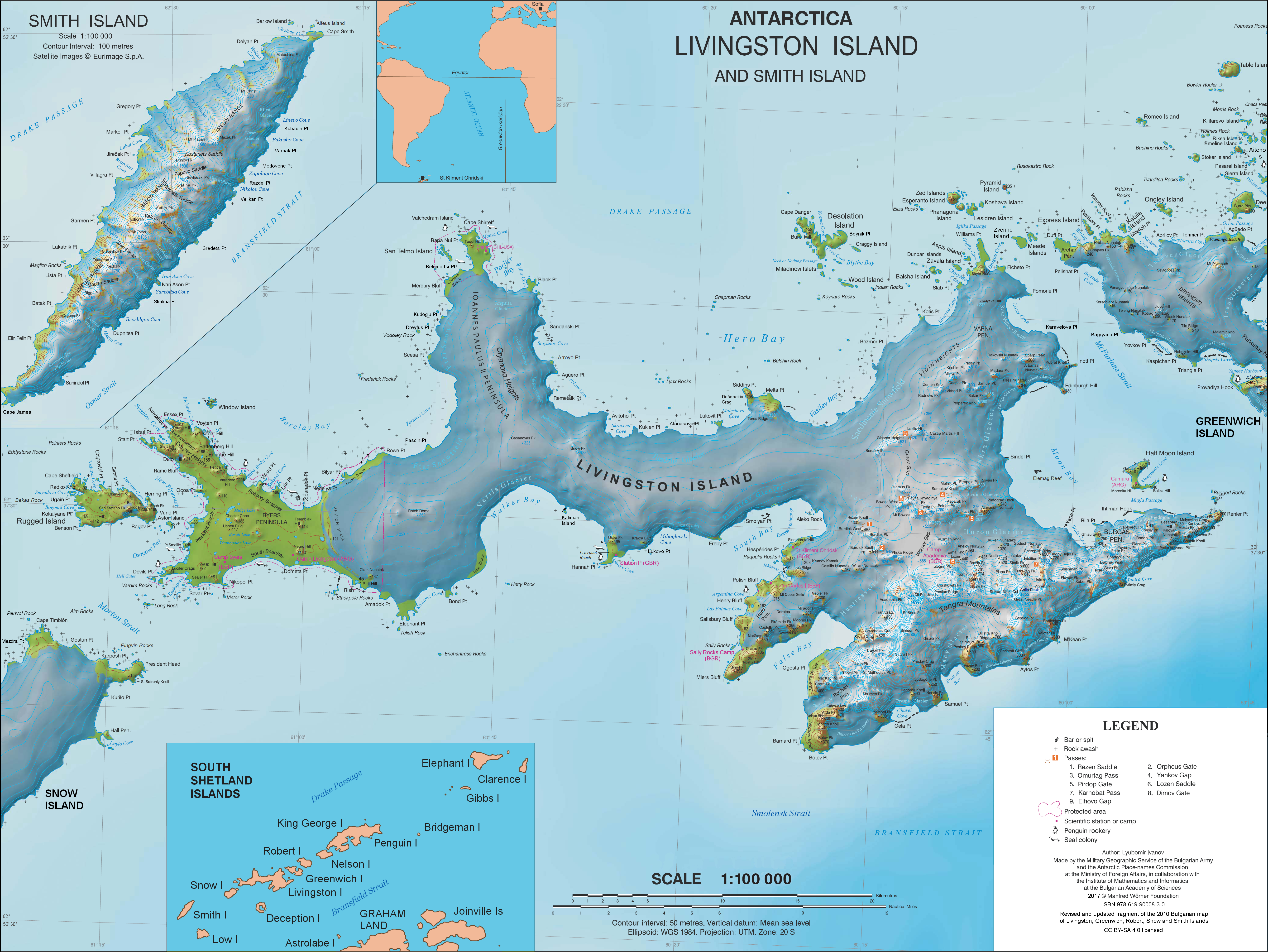
Mapa topográfico da Livinston e Smith.

Timok Cove ( em búlgaro:  залив Тимок       , IPA:   ) é uma enseada de 580 m de largura, recuando por 400 m na costa norte de ilha Rugedi, na costa oeste da Península de Byers, na ilha de Livingston, nas Ilhas Shetland do Sul, Antártica, e entrou a oeste de Ponto Simitli .
A enseada é "nomeada após o rio Timok no noroeste da Bulgária".

## Localização
Timok Cove localiza-se no 62° 37′ 15″ S, 61° 14′ 42″ O   . Mapeamento britânico em 1968, espanhol em 1992 e búlgaro em 2009.

## Mapas
- Península Byers, Ilha Livingston. Mapa topográfico em escala 1: 25000. Madri: Serviço Geográfico do Exército, 1992.
- LL Ivanov. Antártica: Ilhas Livinston e Greenwich, Robert, Snow e Smith. Escala 1: 120000 mapa topográfico. Troyan: Fundação Manfred Wörner, 2009. ISBN 978-954-92032-6-4
- Banco de dados digital antártico (ADD). Escala 1: 250000 mapa topográfico da Antártica. Comitê Científico de Pesquisa Antártica (SCAR), 1993–2016.